# موریس لافون
موریس لافون (فرانسوی: Maurice Lafont‎؛ ۱۳ سپتامبر ۱۹۲۷ – ۸ آوریل ۲۰۰۵) بازیکن و مربی فوتبال اهل فرانسه بود.
از باشگاه‌هایی که در آن بازی کرده‌است می‌توان به باشگاه فوتبال مون‌پلیه، باشگاه فوتبال نیم المپیک، و باشگاه فوتبال نیم المپیک، و باشگاه فوتبال مون‌پلیه اشاره کرد.
وی همچنین در تیم ملی فوتبال فرانسه بازی کرده‌است.